# Liste der griechischen Töpfer und Vasenmaler/Z

## Nicht namentlich bekannte Künstler (Notnamen)
| Name                                                  | Wikidata                    | Profession                  | Herkunft                    | Stil                        | Zeit                        | Bemerkung                                                                                 | Beispiel                    |
| ----------------------------------------------------- | --------------------------- | --------------------------- | --------------------------- | --------------------------- | --------------------------- | ----------------------------------------------------------------------------------------- | --------------------------- |
| ZA-Maler                                              |                             | Vasenmaler                  | Sizilien                    | RF                          |                             | gehört zur Ätna-Gruppe                                                                    |                             |
| Zaandam-Maler                                         |                             | Vasenmaler                  | Apulien                     | RF                          | Mitte 4. Jh.                |                                                                                           |                             |
| Zannoni-Maler                                         |                             | Vasenmaler                  | Attika                      | RF                          | Mitte 5. Jh.                |                                                                                           |                             |
| Zephyros-Maler                                        |                             | Vasenmaler                  | Attika                      | RF                          | 460/50                      |                                                                                           |                             |
| Zimmermann-Maler                                      | siehe unter Schreiner-Maler | siehe unter Schreiner-Maler | siehe unter Schreiner-Maler | siehe unter Schreiner-Maler | siehe unter Schreiner-Maler | siehe unter Schreiner-Maler                                                               | siehe unter Schreiner-Maler |
| Maler der zottigen Silene Painter of the Wooly Satyrs |                             | Vasenmaler                  | Attika                      | RF                          | Mitte 5. Jh.                | auch Maler der wolligen Satyrn oder Maler der wollenen Satyrn, gehört zur Niobiden-Gruppe |                             |
| Zürich-Maler                                          |                             | Vasenmaler                  | Attika                      | SF                          | 565–555                     |                                                                                           |                             |
| Maler von Zürich 2633                                 |                             | Vasenmaler                  | Kampanien                   | RF                          | 4. Jh.                      | gehört zur VBK-Gruppe                                                                     |                             |
| Maler von Zürich 2657                                 |                             | Vasenmaler                  | Apulien                     | RF                          | 345–310                     |                                                                                           |                             |
| Maler von Zürich 2660                                 |                             | Vasenmaler                  | Apulien                     | RF                          | 345–305                     | gehört zur Gruppe von Zürich 2660                                                         |                             |
| Maler von Zürich 2661                                 |                             | Vasenmaler                  | Apulien                     | RF                          | 345–305                     | gehört zur Gruppe von Zürich 2661                                                         |                             |
| Maler von Zürich 2662                                 |                             | Vasenmaler                  | Apulien                     | GN                          | 345–305                     | gehört zur Gruppe von Zürich 2662                                                         |                             |
| Maler von Zürich 2692                                 |                             | Vasenmaler                  | Apulien                     | GN                          | um 300                      |                                                                                           |                             |
| Züst-Maler                                            |                             | Vasenmaler                  | Etrurien                    | SF                          | 1/2 6. Jh.                  |                                                                                           |                             |
| Zwei-Reihen-Maler                                     | siehe unter Two-Row-Maler   | siehe unter Two-Row-Maler   | siehe unter Two-Row-Maler   | siehe unter Two-Row-Maler   | siehe unter Two-Row-Maler   | siehe unter Two-Row-Maler                                                                 | siehe unter Two-Row-Maler   |
| Zwerg-Maler                                           |                             | Vasenmaler                  | Attika                      | RF                          | 460/50                      | auch Dwarf-Maler                                                                          |                             |

## Künstler-Gruppen
| Name                                      | Wikidata | Profession | Herkunft | Stil | Zeit        | Bemerkung | Beispiel |
| ----------------------------------------- | -------- | ---------- | -------- | ---- | ----------- | --- | -------- |
| Zürich-Gruppe                             |          | Vasenmaler | Sizilien | RF   | 4/4 4. Jh.  | |          |
| Gruppe von Zürich 2659                    |          | Vasenmaler | Apulien  | RF   | 340–305     | |          |
| Gruppe von Zürich 2660                    |          | Vasenmaler | Apulien  | RF   | 3/3 4. Jh.  | zur Gruppe gehört der namensgebende Maler von Zürich 2660                                                       |          |
| Gruppe von Zürich 2661                    |          | Vasenmaler | Apulien  | RF   | 350–325     | zur Gruppe gehört der namensgebende Maler von Zürich 2661                                                       |          |
| Gruppe von Zürich 2662                    |          | Vasenmaler | Apulien  | RF   | 345–305     | zur Gruppe gehören der namensgebende Maler von Zürich 2662 sowie der Ugento-Maler und die Kiskunhalas Sub-Group |          |
| Gruppe mit den zweiglosen Lorbeerblättern |          | Vasenmaler | Kreta    | HA   | 3. Jh.      | |          |
| Zweite Umrissgruppe                       |          | Vasenmaler | Korinth  | PK   | Ende 8. Jh. | |          |
| Zwischengruppe                            |          | Vasenmaler | Lukanien | RF   |             | |          |